# Nutzersegment (Raumfahrttechnik)
Das Nutzersegment (engl. user segment) ist ein Begriff aus der Satellitenkommunikation, er umfasst die Gesamtheit aller Empfangsgeräte einer Satellitenanwendung (Satellitentelefone, Navigationsempfänger, Satellitenrundfunkempfänger).